# Мачево
Мачево (на македонска литературна норма: Мачево) е село в Северна Македония, община Берово.

## География
Селото е разположено в историческата област Малешево.

## История
В много местности около Мачево се срещат могили и останки от селища, крепости и църкви от неолита (Воднико), елинизма (Мачево), римската епоха (Карагюзлия, Кременище, Мачевски чуки, Могила, Цуцуло, Человеко), Късната Античност (Градище, Гробище, Манастир).
В края на XIX век Мачево е българско село в Малешевска каза на Османската империя. В „Етнография на вилаетите Адрианопол, Монастир и Салоника“, издадена в Константинопол в 1878 година и отразяваща статистиката на населението от 1873 година, Мачево (Matchévo) е посочено като село със 100 домакинства, като жителите му са 384 българи.
Според статистиката на Васил Кънчов („Македония. Етнография и статистика“) от 1900 година Мачево е населявано от 340 жители българи християни.
В началото на XX век цялото население на Мачево е под върховенството на Българската екзархия. По данни на секретаря на екзархията Димитър Мишев („La Macédoine et sa Population Chrétienne“) през 1905 година в Мачево има 264 българи екзархисти и функционира българско училище.
При избухването на Балканската война в 1912 година 1 човек от Мачево са доброволци в Македоно-одринското опълчение.
На 13 март 1915 година сръбските власти убиват поп Ефтим Стойков, 58-годишния Атанас Нешков, 43-годишния Арсо Железеров.
Църквата „Свети Атанасий“ е от 1932 година.
Според преброяването от 2002 година селото има 206 жители, всички македонци.
| Националност     | Всичко |
| северномакедонци | 206    |
| албанци          | 0      |
| турци            | 0      |
| роми             | 0      |
| власи            | 0      |
| сърби            | 0      |
| бошняци          | 0      |
| други            | 0      |

## Личности
Родени в Мачево
- Георги Стоилов, български революционер от ВМОРО, четник на Христо Димитров – Кутруля[9]
- Методи Стамболиски (р. 1947) – военен, началник на Генералния щаб на Армията на Северна Македония (2001 – 2004)